# Cryptocarya pusilla
Cryptocarya pusilla är en lagerväxtart som beskrevs av Teschn.. Cryptocarya pusilla ingår i släktet Cryptocarya och familjen lagerväxter. Inga underarter finns listade i Catalogue of Life.